# Роиг Сан-Мартин, Энрике
Энрике Роиг Сан-Марти́н (Ройг, исп. Enrique Roig San Martín; 5 ноября 1843, Гавана, Куба — 29 августа 1889, Сантьяго-де-лас-Вегас, Гавана) — деятель рабочего движения Кубы, анархо-синдикалист и журналист. Более 20 лет проработал на сахарных заводах и в табачных мастерских. Один из основоположников кубинского анархизма и профсоюзного активизма.

## Биография
Сын врача-кубинца и мексиканки. Работал на нескольких заводах на западе Кубы, а также табачником в Сантьяго-де-лас-Вегасе. Хорошо знал французский язык, его библиотека содержала известные произведения писателей и философов, и Роиг Сан-Мартин изучал анархистскую и социалистическую литературу, включая труды Карла Маркса и Фридриха Энгельса. Овдовел уже через год брака; со второй женой у них было восемь детей.
С Фермином Вальдесом Домингесом основал в 1882 году Центр образования и отдыха Сантьяго-де-лас-Вегаса (Centro de Instrucción y Recreo de Santiago de Las Vegas), который вёл организационную работу среди рабочих, распространял литературу анархо-коллективистов и пропагандировал революционные идеи. Центр принимал всех кубинцев, «независимо от их социального положения, политических тенденций и различий в цвете кожи». В том же году после заявления Роига Сан-Мартина о том, что «ни одна гильдия или организация рабочего класса не должна быть привязана к пяте капитала», была основана Центральная группа ремесленников (Junta Central de Artesanos).
Писал для El Boletín del Gremio de Obreros и для первого анархистского периодического издания на Кубе El Obrero — официального органа Гильдии табачной промышленности, которое было основано в 1883 году Сатурнино Мартинесом и республиканскими демократами, но быстро превратилось в рупор анархистов, когда пост редактора занял Роиг Сан-Мартин. Он сотрудничал в различных рабочих изданиях, пока 12 июля 1887 года не вышел первый номер основанной Роигом Сан-Мартином газеты El Productor, ставшей органом Рабочего альянса и способствовавшей распространению анархо-синдикалистских и других социалистических идей.
С 1885—1887 годов он был также причастен к созданию и функционированию Кружка трудящихся (Círculo de Trabajadores), сосредоточившего усилия на просветительской деятельности и солидарности с Хеймаркетскими мучениками в США (включая 2-тысячную рабочую демонстрацию), и первой явно анархистской организации, Рабочего альянса (Alianza Obrera). Эта группа вместе с Федерацией трудящихся Гаваны (Federacion de Trabajadores de la Habana) участвовала в первом Съезде рабочих Кубы (Congreso Obrero de Cuba) 1 октября 1887 года. На съезде присутствовали в основном табачные рабочие, а провозглашённые им принципы (помимо единства рабочих организаций посредством федеративного пакта, солидарности и полной свободы действий всех групп, они также предусматривали запрет на «все политические и религиозные доктрины») вызвали неодобрение Сатурнино Мартинеса и раскол профсоюзов на два лагеря.
El Productor был орудием не только анархистской пропаганды, но и рабочего прямого действия, поддерживая вспыхнувшую вскоре серию забастовок на табачных заводах, включая победоносные. Когда в 1888 году на забастовки табачных рабочих владельцы более чем 100 фабрик ответили локаутом, Кружок трудящихся организовал кампанию по сбору пожертвований в поддержку локаутированных работников, и собственникам пришлось пойти на переговоры. Исход этой ситуации был настолько благоприятным для Рабочего альянса, что за последующие полгода количество членов профсоюза выросло с 3 до 5 тысяч, что сделало его самым влиятельным профсоюзом на Кубе.
В 1889 году страдавший диабетом и другими болезнями Роиг Сан-Мартин был брошен за решётку испанскими колониальными властями за статью «Либо хлеб, либо свинец!» с призывом противопоставить «белому интернационалу» эксплуататоров «красный». Хотя товарищи быстро собрали ему залог, но недолгое заключение окончательно подорвало его здоровье, и «неутомимый защитник прав рабочих» (как его описывала пролетарская пресса того времени) умер в возрасте 46 лет вскоре после его освобождения из тюрьмы. Сообщается, что на его похоронах присутствовало 10 000 скорбящих.